# Karsten Lüders
Karsten Lüders (* 17. Juni 1957) ist ein ehemaliger deutscher Fußballspieler, der in den 1970er und 1980er Jahren in der DDR-Liga, der zweithöchsten Spielklasse im DDR-Fußball, aktiv war.

## Sportliche Laufbahn
Im Alter von 18 Jahren bestritt Karsten Lüders 1975 seine ersten Pflichtspiele in der DDR-Liga-Mannschaft des 1. FC Union Berlin. Sein Debüt gab er in der Aufstiegsrunde zur DDR-Oberliga mit zwei Kurzeinsätzen in den beiden letzten Aufstiegsspielen, in denen die Ost-Berliner mit zwei Niederlagen den Aufstieg verspielten. Für die Saison 1975/76 wurde Lüders in den offiziellen Kader des 1. FC Union aufgenommen, wurde aber nur unregelmäßig in zwölf der 22 Ligaspiele eingesetzt. Union qualifizierte sich erneut für die Oberliga-Aufstiegsrunde und schaffte diesmal den Aufstieg, Lüders blieb in diesen Spielen unberücksichtigt.
Der 1. FC Union Berlin konnte sich vier Spielzeiten lang in der Oberliga behaupten, aber Lüders erschien in dieser Zeit weder im Aufgebot der Oberligamannschaft, noch wurde er in den Punktspielen der Eliteliga eingesetzt. Stattdessen gehörte er in jeder Saison zur Nachwuchsoberliga-Mannschaft. Er spielte dort in der Abwehr, wobei er hauptsächlich in den Spielzeiten 1978/79 und 1979/80 zahlreiche Ausfälle hatte. 1980 stieg der 1. FC Union wieder aus der Oberliga ab und trat in der Saison 1980/81 erneut in der DDR-Liga an. Lüders gehörte weiterhin nicht zum Kader der 1. Mannschaft, er spielte mit Union II, der ehemaligen Oberliga-Nachwuchsmannschaft, in der drittklassigen Ost-Berliner Bezirksliga, wo er wie bisher als Verteidiger einsetzt wurde.
Von der Saison 1981/82 an spielte Lüders für den DDR-Ligisten SG Dynamo Fürstenwalde. Für die Polizeisportgemeinschaft bestritt er sechs Spielzeiten. Auch in Fürstenwalde wurde er über die ganze Zeit in der Abwehr eingesetzt, wurde dort aber auf den unterschiedlichsten Positionen aufgeboten. Dabei gelang es ihm nicht, einmal eine Saison ohne Ausfälle zu bestreiten. So kam er in den 168 Ligaspielen von 1981/82 bis 1986/87 nur in 82 Begegnungen zum Einsatz. In den 34 Spielen der Saison 1984/85 bestritt Lüders nur in der Hinrunde neun Ligaspiele, und in seiner letzten Liga-Saison 1986/87 wurde er nur in der Rückrunde dreimal aufgeboten.
Im Alter von 30 Jahren beendete Lüders seine Laufbahn im höherklassigen Fußball, in der er auf 94 DDR-Liga-Spiele gekommen war und als Defensivspieler neun Tore erzielt hatte. Später betätigte er sich als Übungsleiter der Berliner Fußballmannschaften Marzahner SV und Wartenberger SV. Für den Wartenberger SV war er in der Altersklasse 40 auch noch selbst aktiv.